# اختبار أوبر
اختبار أوبر هو اختبارٌ طبي يُستخدم في الفحص البدني لتحديد ضيق الشريط الحرقفي الظنبوبي (متلازمة الشريط الحرقفي الظنبوبي). أثناء الاختبار يستلقي المريض على جانبه وتكون ساقه غير المصابة للأسفل مع محاذاة الكتف والحوض. قد يكون الفخذ السفلي والركبة في وضع منثني لإظهار أي انحناءٍ في العمود الفقري القطني. 
لا توجد دراسات تدعم صحة اختبار أوبر لقياس ضيق الشريط الحرقفي الظنبوبي.

## الإجراء
خطوات إجراء الاختبار
1. مع استلقاء المريض في الوضعية الوحشية، تدعم الركبة وتثنى حتى 90 درجة. ثم يبعد ويبسط الورك. ثم تُطلق دعامة الركبة. يعتبر فشل الركبة في التقريب نتيجة إيجابية للاختبار.